# U-2527
U-2527 – niemiecki okręt podwodny typu XXI czasów II wojny światowej. Okręt został zwodowany 30 listopada 1944 roku w stoczni Blohm & Voss w Hamburgu, przyjęty do służby w Kriegsmarine 23 grudnia 1944 roku. Jednostka o wyporności nawodnej 1621 ton, wyposażona była w dwa główne silniki elektryczne SSW/AEG GU365/30 o łącznej mocy 5000 KM, dwa silniki elektryczne cichego napędu GW323/28 o mocy 222 KM oraz dwa silniki Diesla MAN M6V 40/46 o łącznej mocy 4000 KM.
Dzięki bardzo dużej pojemności akumulatorów, nowej opływowej linii kadłuba – pozbawionego występów oraz działa, jednostka była jednym z pierwszych okrętów podwodnych w historii zdolnych do rozwijania pod wodą prędkości większej niż na powierzchni. Te same cechy umożliwiały jej znacznie dłuższe niż dotąd pływanie podwodne.